# 경남온라인학교
경남온라인학교는 경상남도 창원시에 있는 공립 각종학교이다.

## 학교 연혁
- 2023년 3월 1일 : 경상남도교육연구정보원 1층에서 개교[1]
- 2023년 10월 28일: 내서중학교 별관 3,4층으로 이전
- 2023년 11월 14일: 개교식(이전식)[2]
- 2023년 11월 30일: 미래교육 활성화 유공기관(교육감 표창)
- 2024년 3월 4일: 디지털 선도학교 운영
- 2025년 3월 1일: 전국 온라인학교 운영 연구학교(교육부)
- 2025년 6월 18일: 제38회 정보문화유공 기관 표창(과학기술정보통신부 장관상)